# Harmstonia costaricensis
Harmstonia costaricensis är en tvåvingeart som beskrevs av Robinson 1967. Harmstonia costaricensis ingår i släktet Harmstonia och familjen styltflugor.
Artens utbredningsområde är Costa Rica. Inga underarter finns listade i Catalogue of Life.